# Schneppenkauten

Schneppenkauter Kirche und Ort um 1900

Schneppenkauten war eine von sieben Hüttensiedlungen Weidenaus und später Teil dieser Gemeinde im nördlichen Siegener Stadtgebiet im Kreis Siegen.
1444 wurde die Hütte zu Schneppenkauten erwähnt, zudem gab es ein mittelalterliches Hammerwerk, das 1849 zu einem Puddelwerk umgebaut wurde und ab 1936 als Flanschenfabrik Gebr. Kiel betrieben wurde. Zwischen 1711 und 1743 gab es ein evangelisches und ein katholisches Kirchspiel, beide in Siegen. Zum 1. Dezember 1885 hatte Schneppenkauten 847 Einwohner. Durch „Allerhöchsten Erlaß“ des deutschen Kaisers Wilhelm II. wurde 1888 festgelegt, „daß die die Gemeinde Weidenau, im Kreis Siegen, bildenden Ortstheile Haardt, Fickenhütten, Schneppenkauten, Münkershütten, Müßnershütten, Meinhardt und Weidenau unter Wegfall der bisherigen Bezeichnung für die einzelnen Ortstheile fortan einheitlich den Namen ‘Weidenau’ führen“ sollten. Bis dahin gehörte Schneppenkauten zum Amt Weidenau.
Die am 13. Juli 1831 erstmals erwähnte Grube Schneppenkauten lag im Gebiet des Ortes und gehörte später zur bedeutenden Grube Neue Haardt.

## Persönlichkeiten
- Rudolf Weber (1856–1932); Unternehmer